# SG Formula
SG Formula – francuski zespół wyścigowy z siedzibą w La Rochelle w departamencie Charente-Maritime. Został założony w 2004 przez Francuza Stéphane Guerina. Obecnie ekipa startuje jedynie w Formule Renault WEC, jednak w przeszłości pojawiał się także na starcie w Formule 3 Euro Series, Formule Renault 3.5, Francuskiej Formule Renault oraz w Europejskim Pucharze Formuły Renault 2.0.

## Historia
Pod kierownictwem Stéphane Guerina w 2004 zadebiutowali w Formule Renault. W swoim pierwszym wyścigu w Nogaro, zespół zdobył pierwsze Pole Position i pierwsze zwycięstwo. 
W 2005 Romain Grosjean jeżdżący w SG został mistrzem Francuskiej Formuły Renault.
W 2007 Jules Bianchi zdobył mistrzostwo Francuskiej Formuły Renault, a Jon Lancaster jest wicemistrzem Formuły Renault Eurocup.
W następnym sezonie rozszerzyli działalność na Formułe 3 Euro Series. W tym samym roku Jean Eric Vergny zostaje mistrzem Francuskiej Formuły Renault, a Daniel Ricciardo był zwycięzcą w Formule Renault West European Cup.
Toyota założyła program dla młodych kierowców, w którym wspierała kierowców SG Andrea Caldarelliego i Henkiego Waldschmidta, a Jean Karl Vergny od 2008 został członkiem Red Bull Junior Team.
W 2009 zespół wystartował także w Grand Prix w Monaco w World Series by Renault, dzięki pomocy rosyjskiej KMP Group. W tym celu zakupiono sprzęt belgijskiego zespołu KTR. Kierowcami w Monako byli Anton Nebilitskyi i Jules Bianchi. Po zakończeniu rundy w Monako ekipa startowała jeszcze do końca sezonu. Sezon ukończyła z dorobkiem 19 punktów na 12 pozycji w klasyfikacji zespołów.

## Starty

### Formuła Renault 3.5
W 2009 roku SG Formula zawarł współpracę z KMP Racing i widniał na liście startowej jako KMP Group/SG Formula.
| Rok  | Bolid           | Kierowcy         | Wyścigi | Wygrane | PP | NO | Pkt | M.K. | M.Z. |
| ---- | --------------- | ---------------- | ------- | ------- | -- | -- | --- | ---- | ---- |
| 2009 | Dallara-Renault | Anton Niebylicki | 13      | 0       | 0  | 0  | 1   | 29   | 12   |
| 2009 | Dallara-Renault | Jules Bianchi    | 1       | 0       | 0  | 0  | 0   | NS   | 12   |
| 2009 | Dallara-Renault | Edoardo Mortara  | 2       | 0       | 0  | 0  | 6   | 24   | 12   |
| 2009 | Dallara-Renault | Guillaume Moreau | 10      | 0       | 0  | 0  | 18  | 18   | 12   |

### Europejski Puchar Formuły Renault 2.0
W 2008 roku zespół SG Formula wystawił obok głównej ekipy także i zespół SG Drivers Project.
| Rok  | Bolid          | Kierowcy           | Wygrane | PP | NO | Pkt | M.K. | M.Z. |
| ---- | -------------- | ------------------ | ------- | -- | -- | --- | ---- | ---- |
| 2005 | Tatuus-Renault | Carlo van Dam      | 0       | 0  | 1  | 100 | 4    | 1    |
| 2005 | Tatuus-Renault | Yann Clairay       | 3       | 5  | 1  | 125 | 3    | 1    |
| 2005 | Tatuus-Renault | Romain Grosjean    | 0       | 0  | 0  | 28  | 12   | 1    |
| 2005 | Tatuus-Renault | Franck Mailleux    | 0       | 0  | 0  | 5   | 26   | 1    |
| 2005 | Tatuus-Renault | Julien Jousse      | 0       | 0  | 0  | 12  | 21   | 1    |
| 2005 | Tatuus-Renault | Johan Charpilienne | 0       | 0  | 0  | 0   | 38   | 1    |
| 2006 | Tatuus-Renault | Tom Dillmann       | 0       | 0  | 2  | 61  | 8    | 2    |
| 2006 | Tatuus-Renault | Sten Pentus        | 0       | 0  | 0  | 0   | 30   | 2    |
| 2006 | Tatuus-Renault | Yann Clairay       | 0       | 0  | 0  | 0   | NS†  | 2    |
| 2006 | Tatuus-Renault | Carlo van Dam      | 1       | 1  | 1  | 90  | 3    | 2    |
| 2006 | Tatuus-Renault | Alexandre Marsoin  | 0       | 0  | 0  | 0   | NS†  | 2    |
| 2006 | Tatuus-Renault | Jean-Karl Vernay   | 0       | 0  | 0  | 0   | NS†  | 2    |
| 2006 | Tatuus-Renault | Julien Jousse      | 0       | 0  | 0  | 0   | NS†  | 2    |
| 2007 | Tatuus-Renault | Nelson Panciatici  | 0       | 0  | 0  | 44  | 10   | 1    |
| 2007 | Tatuus-Renault | Edouard Texte      | 0       | 0  | 0  | 0   | NS†  | 1    |
| 2007 | Tatuus-Renault | Fabio Onidi        | 0       | 0  | 0  | 6   | 20   | 1    |
| 2007 | Tatuus-Renault | Charles Pic        | 1       | 2  | 1  | 88  | 3    | 1    |
| 2007 | Tatuus-Renault | Jules Bianchi      | 0       | 1  | 1  | 4   | 21   | 1    |
| 2007 | Tatuus-Renault | Jon Lancaster      | 5       | 4  | 3  | 102 | 2    | 1    |
| 2007 | Tatuus-Renault | Alexandre Marsoin  | 0       | 0  | 0  | 25  | 14   | 1    |
| 2007 | Tatuus-Renault | Anton Niebylicki   | 0       | 0  | 0  | 0   | NS†  | 1    |
| 2008 | Tatuus-Renault | Ramiz Azzam‡       | 0       | 0  | 0  | 0   | 37   | 1    |
| 2008 | Tatuus-Renault | Anton Niebylicki‡  | 0       | 0  | 0  | 7   | 20   | 1    |
| 2008 | Tatuus-Renault | Jean-Éric Vergne‡  | 0       | 0  | 0  | 53  | 6    | 1    |
| 2008 | Tatuus-Renault | Daniel Ricciardo   | 6       | 5  | 6  | 136 | 2    | 1    |
| 2008 | Tatuus-Renault | Andrea Caldarelli  | 0       | 0  | 0  | 123 | 3    | 1    |
| 2008 | Tatuus-Renault | Nelson Lukes       | 0       | 0  | 0  | 0   | 54   | 1    |
| 2008 | Tatuus-Renault | Alexander Sims     | 0       | 0  | 0  | 7   | 19   | 1    |
| 2008 | Tatuus-Renault | Miquel Monrás      | 0       | 0  | 0  | 6   | 21   | 1    |
| 2009 | Tatuus-Renault | Jean-Éric Vergne   | 4       | 5  | 2  | 128 | 2    | 2    |
| 2009 | Tatuus-Renault | Miquel Monrás      | 0       | 0  | 0  | 76  | 5    | 2    |
| 2009 | Tatuus-Renault | Hugo Valente       | 0       | 0  | 0  | 5   | 24   | 2    |
| 2009 | Tatuus-Renault | Arthur Pic         | 0       | 0  | 0  | 27  | 10   | 2    |
| 2009 | Tatuus-Renault | Dominic Storey     | 0       | 0  | 0  | 2   | 26   | 2    |
| 2009 | Tatuus-Renault | Ramiz Azzam        | 0       | 0  | 0  | 16  | 12   | 2    |

† – zawodnik nie był liczony do klasyfikacji końcowej.
‡ – kierowca ekipy SG Drivers Project w 2008 roku.

### Formuła 3 Euro Series
| Rok  | Kierowcy          | Wygrane | PP | NO | Pkt | M.K. | M.Z. |
| ---- | ----------------- | ------- | -- | -- | --- | ---- | ---- |
| 2008 | Tom Dillmann      | 0       | 0  | 0  | 8   | 18   | 6    |
| 2008 | Henki Waldschmidt | 0       | 0  | 0  | 0   | 26   | 6    |
| 2008 | Richard Philippe  | 0       | 0  | 0  | 0   | 28   | 6    |
| 2008 | Yann Clairay      | 0       | 0  | 1  | 33  | 9    | 6    |
| 2008 | Daniel Ricciardo  | 0       | 0  | 0  | 0   | NS†  | 6    |
| 2009 | Henki Waldschmidt | 0       | 0  | 0  | 13  | 12   | 6    |
| 2009 | Alexandre Marsoin | 0       | 0  | 0  | 0   | 32   | 6    |
| 2009 | Carlo van Dam     | 0       | 0  | 0  | 0   | 31   | 6    |
| 2009 | Andrea Caldarelli | 0       | 0  | 1  | 11  | 14   | 6    |

† – zawodnik/zespół nie był zaliczany do klasyfikacji.

## Kierowcy
| - Yann Clairay (2004, 2005, 2006) - Guillaume Moreau (2004) - Romain Grosjean (2004, 2005) - Pierre Ragues (2004) - Julien Jousse (2005, 2006) - David Laisis (2005) - Franck Mailleux (2005) - Carlo Van Dam (2005, 2006) - Johan Charpilienne (2005) - Tom Dillmann (2006) - Sten Pentus (2006) - Nicolas Navarro (2006) - Michaël Rossi (2006) |  | - Jean-Karl Vernay (2006) - Jonathan Hirschi (2006) - Alexandre Marsoin (2006, 2007, 2009) - Jules Bianchi (2007, 2009) - Jon Lancaster (2007, 2009) - Charles Pic (2007) - Nelson Panciatici (2007) - Edouard Texte (2007) - Fabio Onidi (2007) - Anton Nebilitskyi (2007, 2008, 2009) - Daniel Ricciardo (2008) - Andrea Caldarelli (2008, 2009) - Jean-Eric Vergne (2008, 2009) |  | - Ramiz Azzam (2008, 2009) - Nelson Lukes (2008) - Alexander Sims (2008) - Tristan Vautier (2008) - Miki Monras (2008, 2009) - Henki Waldschmidt (2008, 2009) - Richard Philippe (2008) - Hugo Valente (2009) - Arthur Pic (2009) - Dominic Storey (2009) - Julien Abelli (2009) - Kevin Breysse (2009) |

## Zdobyte mistrzostwa

### Kierowców
- Formuła Renault West European Cup z Danielem Ricciardo w 2008
- Francuska Formuła Renault z Romainem Grosjeanem w 2005, z Jules'em Bianchim w 2007 i z Jeanem Erikiem Vergnym w 2008.

### Zespołowe
- Formuła Renault Eurocup w 2008
- Formuła Renault West European Cup w 2008
- Francuska Formuła Renault w 2004, 2005, 2006, 2007, 2008